# Nuorgam

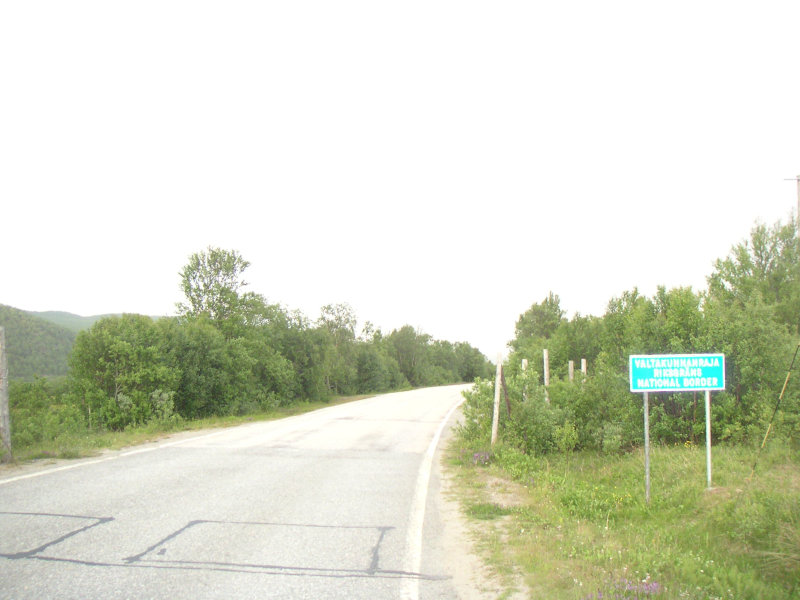
Placa anunciando a fronteira Finlândia-Noruega em Nuorgam. O ponto mais setentrional da União Europeia fica apenas algumas dezenas de metros a norte.

Nuorgam (em lapão setentrional: Njuorggán) é uma pequena aldeia e fronteira finlandesa do município de Utsjoki, na província da Lapónia Finlandesa. A aldeia, na margem sul do rio Teno, frente à Noruega (fronteira próxima), tem cerca de 250 habitantes. O centro administrativo municipal dista 47 km.
Nuorgam é não só o ponto mais a norte da Finlândia, mas também da União Europeia.